# Монте Пуліто
Монте Пуліто (італ. Monte Pulito) — село (італ. curazia) в республіці Сан-Марино. Адміністративно належить до муніципалітету Фаетано.